# Itanium
L'Itanium és un microprocessador amb arquitectura de 64 bits (IA-64) desenvolupat conjuntament per Intel i Hewlett-Packard.
Està basat en una arquitectura anomenada EPIC (Explicitly Parallel Instruction Computing, processament d'instruccions explícitament paral·lel) que es tracta d'una forma de fer VLIW (Very Long Instruction Word, Instruccions de paraula realment llargues), la qual és una tècnica usada en els processadors de tipus RISC.
Els problemes que l'arquitectura Itanium intenta superar, respecte a les arquitectures anteriors d'Intel (IA-32) són els següents:
- El processador ha de descobrir quines instruccions són paral·lelitzables i quines no per tal de fer el màxim d'instruccions al mateix temps.
- Els salts en el codi són un problema, ja que ens obliguen a no fer res més fins que no decidim cap on anem, i la predicció de salts no són 100% fiables.
- La memòria té una latència considerable comparada amb la velocitat del processador, per la qual cosa que si intenten accedir a memòria en una instrucció ens haurem d'esperar sense fer res fins que la memòria ens contesti amb les dades que demanem. Aquest temps, que és petit, si el posem en termes de cicles de processador perduts és considerable.
- També resulta un problema les crides a funcions amb els corresponents stores que representa fer això: Si cridem a una funció estem manegant la pila, la qual està en memòria, per tant estarem llegint i escrivint a memòria, i tal com hem comentat resulta problemàtic.
- Fins ara els processadors Intel tenen uns comptats registres per fer les operacions necessàries.
- També diu Intel que les optimitzacions que s'estan fent fins ara produeix molt més codi. Per exemple unrolling loops.
- Finalment també, segons Intel, hi ha poques unitats funcionals que realitzin operacions amb les dades.